# 긴스이역
긴스이역(일본어: 銀水駅)은 일본 후쿠오카현 오무타시에 있는 규슈 여객철도 가고시마 본선의 역이다.
2011년 3월 12일부터 구마모토 방면으로부터의 약 절반이 되돌아오게 되었다. 이 중 오무타 - 구마모토 간으로 쾌속 운전이 된 '구마모토 라이너'에 대해서는, 상행 1개가 도스행, 하행 1개가 오무타발로 되는 것을 제외해 이 역 발차로 되어 있다.

## 역 구조 및 승강장
단선 승강장 1면 1선과 섬식 승강장 1면 2선, 합계 2면 3선의 승강장을 가지는 지상역. 서로의 승강장은 과선교로 연락하고 있다.
규슈 교통기획이 역 업무를 행하는 업무위탁역으로, POS 단말이나 근거리 표의 승차권 자동 발매기가 설치되어 있다. SUGOCA의 이용이 가능하나, 카드 발매는 행하지 않지만 현금만 취급을 행한다.
| 1 · 2 | ■ 가고시마 본선 | (하행) | 오무타 · 구마모토 · 야쓰시로 방면 |
| 3     | ■ 가고시마 본선 | (상행) | 구루메 · 도스 · 하카타 방면       |

## 이용 현황
- 1일 평균 승차 인원은 1,330명이다 (2009년도).

## 역 주변
- 국도 제208호선
- 니시테쓰긴스이역 - 서일본 철도 덴진오무타 선

## 역사
- 1926년 4월 1일 : 철도성이 개업.
- 1987년 4월 1일 : 일본국유철도 분할 민영화에 의해 규슈 여객철도가 승계.
- 2009년 3월 1일 : IC카드 SUGOCA의 이용을 개시.

## 인접 역
| 가고시마 본선      | 가고시마 본선                                       | 가고시마 본선        |
| ------------------ | --------------------------------------------------- | -------------------- |
| 요시노 모지코 방면 | ■ 쾌속 · ■ 쾌속 '구마모토 라이너' ■ 준쾌속 · ■ 보통 | 오무타 가고시마 방면 |